# Peter Melander Holzappel

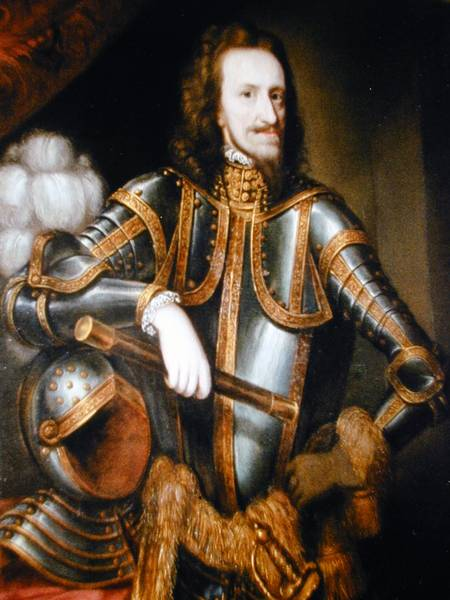
Peter Melander (cirka 1640)

Peter Melander hrabě z Holzappelu (8. února 1589 v Niederhadamaru jako Peter Eppelmann – 17. května 1648 v Augsburgu) byl císařský maršál, jenž byl za své zásluhy v průběhu třicetileté války postupně povyšován, odměňován šlechtickými tituly (baron z Laurenburgu, pán z Lülsdorffu a hrabě z Holzappelu) a jako válečný vojenský podnikatel značně zbohatnul.

## Život
Peter Melander byl synem Wilhelma Eppelmanna, zvaného Melander († 29. listopadu 1592), a Anny (Anchen), rozené Seiffenmacherové. Rodina byla nezámožná a patřila s evangelické reformované církvi. Po smrti Wilhelma Eppelmanna se tříletého Petra ujal bezdětný strýc Johann Eppelmann. Žil v Nizozemsku, byl zámožný a pracoval jako sekretář Mořice Oranžského. Johann Eppelmann si změnil své (židovsky znějící) jméno a začal se psát jako Johann Melander. Díky jeho úsilí byla v roce 1606 rodina povýšena do rytířského stavu. Jméno „von Holzappel“ bylo přejato od zaniklé šlechtické rodiny „Holzappel von Voitsburg-Selzberg“ z oblasti Giessenu, z hradu Vetzberg (Voitsburg).
Peter Melander studoval na akademii v Herbornu (Hesensko), kde byl zapsán jako „Peter Melander Hadamariensis“ (1599). Na univerzitě v Leidenu vystupoval (1604) pod jménem „Petrus Holtzappel Nassov“. Vojenskou kariéru zahájil v roce 1615.
V červnu 1638 se oženil s Agnes (* 11. května 1607; † 1656), dcerou švédského radního Johanna Wilhelma von Efferen zvaného Hall. S Agnes měl své jediné legitimní dítě, které se dožilo dospělosti, dceru Elisabeth Charlotte (* 19. února nebo 29. února 1640 v Groningenu ; † 1707 na hradě Schaumburg).

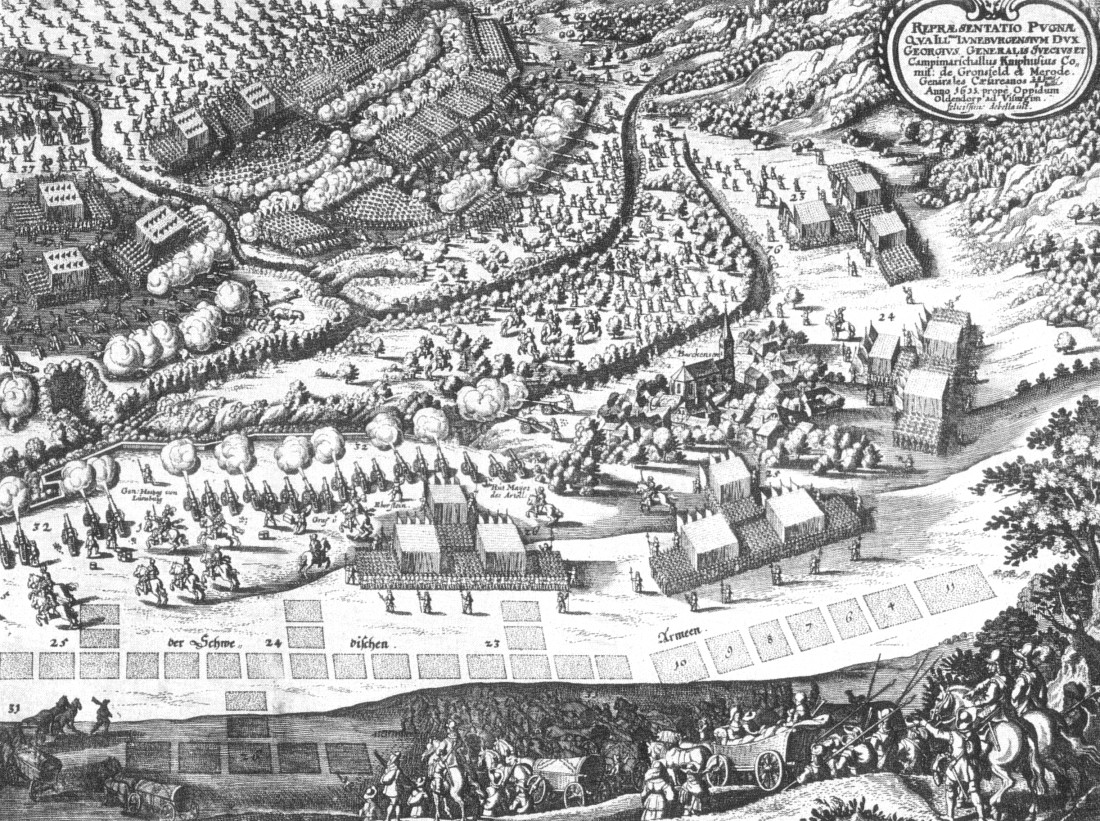
Bitva u Oldendorfu (1633)

## Vojenská kariéra
V průběhu třicetileté války sloužil na obou stranách fronty. Byl kalvinista a zprvu sloužil v holandských, postupně pak ve švýcarských, benátských a hesenských službách. Dne 8. července 1933 se vyznamenal v bitvě u Oldenndorfu, kde byla císařská vojska poražena.

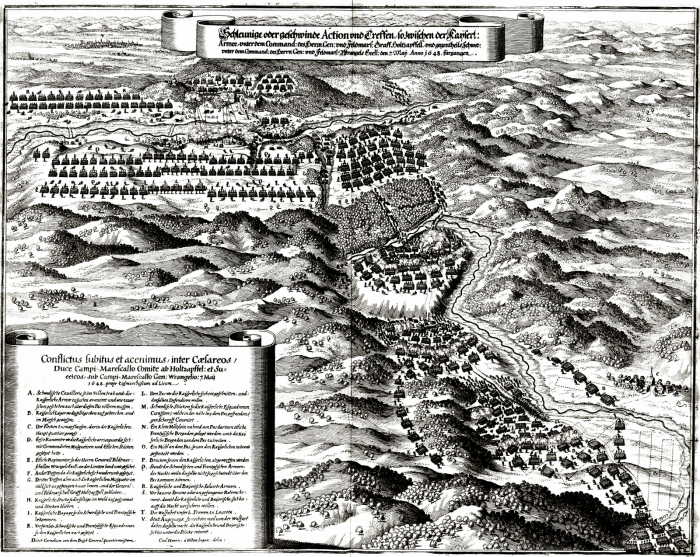
Bitva u Zusmarshausenu (1648)

Do řad protivníků přeběhnul na sklonku roku 1641, kdy vstoupil do služeb císaře Ferdinanda III. a dne 23. prosince 1641 byl oceněn říšským titulem hrabě „von Holzappel“. Po smrti Matyáše Gallase (1647) se stal vrchním velitelem císařských vojsk; která zreorganizoval a obnovil vojenskou kázeň. V roce 1647 velel císařským oddílům v bitvě u Třebele a velel i při střetnutí u Teplé. Zemřel čtyři měsíce před skončením války na následky těžkého zranění, které utržil v bitvě u Zusmarshausenu..

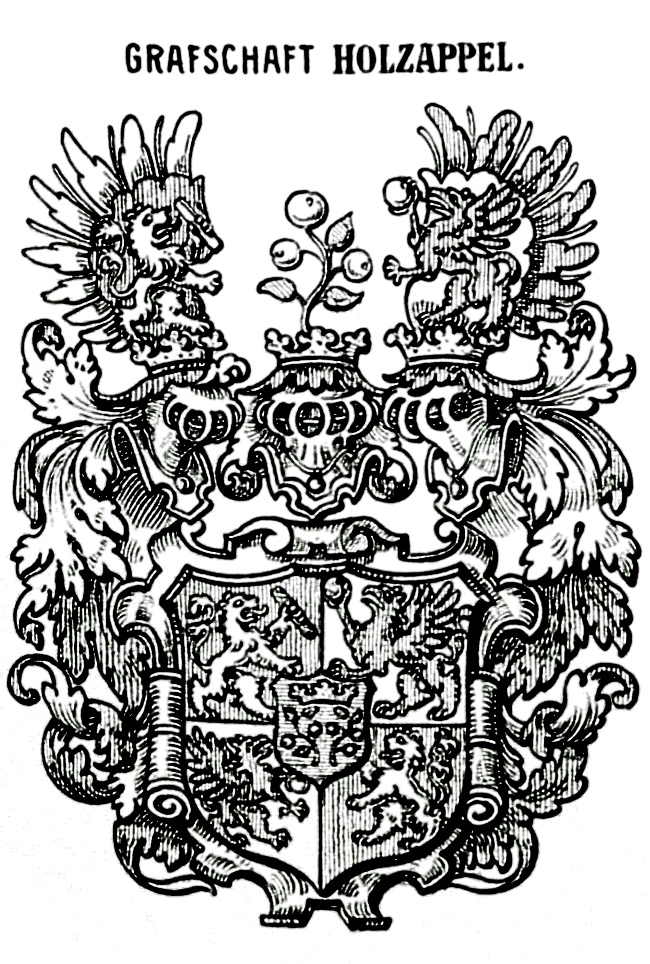
Erb hrabství Holzappel

## Majetek a pozůstalost
Podobně jako Albrecht z Valdštejna nashromáždil Melander během třicetileté války značný majetek. V hodnosti polního maršála císařské armády a s dědičným šlechtickým titulem založil v roce 1643 císařské hrabství Svaté říše římské nazvané Hrabství Holzappel. Ačkoli měl manželku a nezletilou dceru, obvinil v závěti svou choť z „neustálého vzdoru“ vůči němu a ze „špatného hospodaření“; proto jako dědice svého majetku určil svého bratra Jakuba a jeho syny. Vdova Agnes (1607–1656) ale nechala v letech 1649–1654 závěť svého manžela zrušit a se švagrem Jakubem se finančně vyrovnala. Za zmínku stojí i fakt, že kvůli pohřbení svého protestantského manžela musela hraběnka Agnes cestovat s nabalzamovaným tělem z Augsburgu přes Řezno až do Holzappelu. S velkým doprovodem tam dorazila dne 27. července 1648 a průvod byl provázen salvou z děl a zvoněním zvonů. Dne 2. srpna 1648 byl hrabě slavnostně pohřben v kryptě protestantského kostela sv. Jana. Později tam byla pohřbena i jeho dcera.